# BrewDog
BrewDog plc es una empresa cervecera escocesa con sede en Ellon (Aberdeenshire), fundada en el año 2007 por James Watt y Martin Dickie.

## Historia
BrewDog es la cervecería independiente con mayor producción de Escocia, elaborando una cantidad de 120000 botellas por mes, que exporta por todo el mundo. La empresa fue fundada en el año 2007, por James Watt y Martin Dickie. La fábrica ubicada en Kessock Industrial Estate, en Fraserburgh, manufacturó su primera cerveza en abril de 2007. La sede de la empresa se trasladó en 2012 a Ellon, dejando las instalaciones de Fraserburgh como laboratorio para la elaboración de cervezas experimentales.
En septiembre de 2013, James Watt y Martin Dickie tuvieron su propio programa de televisión, titulado "Brew Dogs" y emitido por el canal estadounidense Esquire Network. Brew Dogs se centra en mostrar los lugares de EE. UU. con tradición cervecera y en la elaboración de cervezas artesanales originales, con ingredientes propios de cada lugar.

## Cervezas
BrewDog produce cervezas en formato botella de cristal y lata de aluminio de variedad de estilos, como ale, stout, India pale ale y lager, con algunas de ellas disponibles también en barril. Las cervezas son distribuidas en supermercados de Reino Unido y exportadas por toda Europa, Estados Unidos, Canadá, Australia, Brasil, Japón, China, México, Dubái, Singapur y Sudáfrica.
Hasta el año 2012, la mayoría de variedades de cerveza estaba disponible en formato barril, pero la producción de éstos fue eliminada.
La gama principal de cervezas producidas por BrewDog incluye:
- Punk IPA (5.6% ABV, antes 6.0% ABV): Cerveza tipo ale de estilo americano. Es el producto insignia de la marca.
- 5am Saint (5.0% ABV): Cerveza tipo ale roja.
- Hardcore IPA (9.2% ABV): Cerveza tipo doble India pale ale, con lúpulo potente.
- Dead Pony Club (3.8% ABV): Cerveza tipo pale ale de estilo californiano.
- Libertine Black Ale (7.2% ABV): Cerveza tipo India pale ale negra.

BrewDog elabora otras cervezas cuya fabricación es ocasional, entre las que destacan:
- Zeitgeist (4.9% ABV): Cerveza negra tipo lager.
- Chaos Theory (7.0% ABV): Cerveza tipo India pale ale con lúpulo Nelson Sauvin.
- Alice Porter (6.2% ABV): Cerveza tipo porter saborizada con vainilla.
- 77 Lager (4.7% ABV): Cerveza tipo lager pilsen.
- Trashy Blonde (4.1% ABV): Cerveza tipo ale.
- The Physics (5.0% ABV): Cerveza tipo amber.
- Paradox (10% ABV): Cerveza envejecida en barriles de Whisky. Es una de las cervezas con mayor disponibilidad en los bares BrewDog. También existe en otras ediciones, variando el tipo de barril en el que se ha envejecido.
- Rip Tide (8% ABV): Cerveza tipo imperial stout, ocasionalmente disponible con 4% ABV.
- Bashah (9% ABV): acrónimo de Black As Sin Hoppy as Hell, es una cerveza híbrida que combina una imperial stout con cerveza tipo ale belga. Elaborada en colaboración con Stone Brewing.
- I Hardcore You (9.5% ABV): Cerveza tipo imperial IPA, fabricada mezclando cerveza Brewdog "Hardcore IPA" con cerveza "I Beat You", de Mikkeller.
- Dogma (7.8% ABV)
- Tokyo* (18.2% ABV)
- Tokyo Rising Sun (13.2% ABV)
- Nanny State (0.5% ABV)
- Tactical Nuclear Penguin (32% ABV)
- Sink The Bismarck! (41% ABV)
- The End of History (55% ABV)
- Ghost Deer (28% ABV)
- Avery Brown Dredge (7.5% ABV)
- Hardcore NZ (9.2% ABV)
- The Abstrakt series
- Hello My Name is Ingrid (8.2% ABV)
- Hello My Name is Mette Marit (8.2% ABV)
- Bitch Please (11.5% ABV)
- Elvis Juice (6.5% ABV)